# 矢野凪紗
矢野 凪紗（やの なぎさ、2000年2月22日 - ）は、日本の元女子バスケットボール選手である。ポジションはスモールフォワード。

## 来歴
福岡県出身。
中村学園女子高校でウィンターカップ、名古屋学院大でインカレをそれぞれ経験。
卒業後は、Wリーグに新規参入する姫路イーグレッツに加入。
2025年、引退。